# Bitva (Star Trek: Nová generace)
Bitva (v anglickém originále The Battle) je jedna z epizod první sezóny seriálu Star Trek: Nová generace, která byla v České republice při své premiéře odvysílána jako desátá v pořadí, zatímco ve Spojených státech jako devátá.

## Příběh
Hvězdná loď Enterprise se má setkat s lodí Ferengů. Po hodině čekání je kapitán Picard rozladěný a chce z místa odletět. Trápí ho podivná bolest hlavy. Když se konečně ferengská loď objeví, jejich kapitán Daimon Bok projeví přání setkat se s Picardem osobně na palubě Enterprise. Kapitán Picard odchází na ošetřovnu, kde ho doktorka Crusherová prohlédne, ale nenajde pro jeho bolesti žádnou příčinu. Na Enterprise se transportuje kapitán Bok s dvěma svými lidmi. Oznámí Picardovi, že pro něj připravili dárek. Věnují mu loď Stargazer, kde dříve sloužil. Loď je nyní opuštěná. Před devíti lety na ní Picard provedl svůj slavný manévr u Maxia. Zneškodnil útočící loď Ferengů a zachránil tak Stargazer. Jeho manévr se stal slavným a vyučuje se na Akademii Hvězdné flotily. Picard na celý incident znovu zavzpomíná.
Na Stargazer se transportuje výsadek. Geordi obnoví minimum lodní energie, Picard se prochází po palubě. Nevšimne si přitom zvláštní záře v prostoru lodi. Zář ovládá Bok z lodi Ferengů, působí tak Picardovi bolest. Pod tíhou bolesti se kapitán zhroutí a doktorka Crusherová jej nechá poslat na ošetřovnu. Ferengové mezitím dokončili přenos dat z palubního deníku Stargazeru a Enterprise nasadí na loď vlečný paprsek.
Kapitána Picarda stále více obtěžují bolesti a zvláštní vize. Dat na Stargazeru objevil kapitánův deník. V jednom z Picardových zápisů stojí, že zničil Ferengskou loď omylem. Společně s Rikerem pak informují Picarda, který je zprávou udiven. Riker chce o věci informovat vedení Hvězdné flotily, nejdříve si však promluví s prvním důstojníkem Ferengské lodi. Řekne mu o zápisu v deníku. První důstojník jménem Kazago je podezřívavý, věří, že důstojníci Federace jsou schopni zakrýt celou pravdu a ještě obvinit Ferengy. Picardovy bolesti hlavy se zhoršují, v jeho vizích se přehrává celý souboj znovu.
Dat s Geordim prošetřují podezření, že Ferengové deníky zfalšovali. Přes protesty doktorky zasedne Picard na můstek a přikáže vypnout vlečný paprsek. Beverly se radí s poradkyní Troi, ta cítí že něco cizího ovládá kapitánovu mysl. Wesley objevil záření vycházející z Ferengské lodi, a že má stejné znaky jako signály, jaké vysílá Picardův mozek. Uvědomí Rikera, který rozkáže počítači najít kapitánovo umístění. K překvapení všech se Picard transportoval na Stargazer.
Na Stargazeru Picard opět prožívá celou vizi dávného boje. Je s ním také Bok, který mu cizím zařízením působí velkou bolest. Chce se mu tak pomstít, protože lodi, kterou Picard svým manévrem zničil, velel Bokův syn. Pln hněvu sestrojil zařízení, které ovládá myšlenky. Posádka Enterprise se zatím snaží vystopovat zdroj paprsku, který kapitána ovládá. Stargazer zvedne štíty k útoku. Riker požaduje od Kazaga vysvětlení. První důstojník Ferengské lodi je nejprve zmatený, ale pak odhalí zakázané zařízení na své lodi.
Picard je již zcela ovládán, vidí Enterprise jako nebezpečnou loď a chce použít svůj manévr k útoku na ni. Datovi se podaří jeho útok odrazit a Riker se pak s kapitánem spojí. Přikáže Picardovi najít cizí zařízení a phaserem jej zničit. Když je zničeno, kapitán Picard opět nabude vědomí a přenese se zpátky na Enterprise. Ferengové Boka za jeho chování potrestají.